# Aubie-et-Espessas
Aubie-et-Espessas is een voormalige gemeente in het Franse departement Gironde in de regio Nouvelle-Aquitaine. De gemeente bestond uit de plaatsen Aubie en Saint-Pierre d'Espessas en telt 950 inwoners (1999). 

## Geschiedenis
In 1813 werden de gemeenten Aubie en Espessas, de toenmalige gemeente van Saint-Pierre d'Espessas, samengevoegd tot één gemeente. Aubie-et-Espessas viel onder het kanton Saint-André-de-Cubzac tot het op 22 maart 2015 werd opgeheven en de gemeenten werden opgenomen in het op die dag gevormde kanton Le Nord-Gironde. Op 1 januari 2016 fuseerde de gemeente met Saint-Antoine en Salignac tot de huidige gemeente Val de Virvée, waarvan Aubie-et-Espessas de hoofdplaats werd. Deze gemeente maakt deel uit van het arrondissement Blaye

## Geografie
De oppervlakte van Aubie-et-Espessas bedraagt 7,5 km², de bevolkingsdichtheid is 126,7 inwoners per km².
De onderstaande kaart toont de ligging van Aubie-et-Espessas met de belangrijkste infrastructuur en aangrenzende gemeenten.

## Demografie
Onderstaande figuur toont het verloop van het inwonertal.
Aubie · Saint-Antoine · Saint-Pierre d'Espessas · Salignac